# Ральченко, Владимир Иванович
Владимир Иванович Ра́льченко (род. 1949) — советский архитектор.

## Биография
Родился 1 августа 1949 года в Полоцке (ныне Витебская область, Белоруссия). Окончил в 1974 году КИСИ. Работал в Черниговском филиале института «Днепрожилстрой».

## Проекты
- административного здания в Новгороде-Северском,
- в Чернигове — гостиница «Градецкая» и административно-лабораторного корпуса «Облмежколхозстроя»;
- проект реконструкции и благоустройства Аллеи Героев,
- проекты 8—14-этажных жилых домов со встроено-пристроенным универсамом, кафетерием.

Творчески переработал архитектурно-планировочное решение типового проекта в увязке с архитектурным решением фасада гостиницы «Градецкий» в Чернигове — достигнуто единства архитектурно-пространственного решения.

## Награды и премии
- Государственная премия УССР имени Т. Г. Шевченко (1984) — за гостиничный комплекс «Градецкий» в Чернигове